# Kolloquium (Graubünden)
Ein Kolloquium war in der Evangelisch-reformierten Landeskirche Graubünden ein in der Kirchenverfassung vorgegebenes Organ und wurde zum 1. Januar 2021 durch die Kirchenregion abgelöst. Das Kolloquium war Bindeglied zwischen der Einzelgemeinde und der Landeskirche. Zum Zeitpunkt der Ablösung wurde Graubünden durch zehn Kolloquien abgedeckt.

## Allgemeines
In einem Bündner Kolloquium nahmen Einsitz zum einen die Delegierten der Ortsgemeinden, darunter ex officio die Pfarrpersonen, die Mitglieder der Bündner Synode waren, zum anderen die Politiker des Grossen Rates, welche evangelischer Konfession waren und sich zur Mitarbeit bereit erklärt hatten. Der Vorstand eines Kolloquiums bestand aus dem Präsidenten, dem Aktuar und dem Kassier. Jedes Kolloquium erliess eigene Statuten. Die Kolloquien tagten zweimal jährlich im Frühjahr und im Herbst.
Vernehmlassungen zu Gesetzesinitiativen liefen den Weg über die Ortsgemeinde, über das Kolloquium, bevor sie schliesslich im Evangelischen Grossen Rat definitiv behandelt und verabschiedet wurden.
Innerhalb der Kolloquien waren übergemeindliche Zusammenschlüsse wie Pastorationsgemeinschaften oder Zweckverbände wie z. B. der Oberengadiner Verbund Il Binsaun möglich.